# Association for Computing Machinery
Die Association for Computing Machinery (ACM) wurde 1947 als erste wissenschaftliche Gesellschaft für Informatik gegründet. Ziel der Organisation ist es, die „Kunst“, Wissenschaft und Anwendung der Informationstechnologie zu fördern (“advancing the arts, sciences, and applications of information technology”). Dazu werden verschiedene Zeitschriften und Publikationen veröffentlicht und Tagungen organisiert.
Laut eigenen Angaben ist die ACM mit ihren rund 78.000 Mitgliedern in über einhundert Ländern tätig. Die deutsche Sektion ist das 1969 gegründete German Chapter of the ACM. Zu verschiedenen nationalen Organisationen bestehen Kooperationen, so in Deutschland zur Gesellschaft für Informatik (GI).

## Struktur der Organisation
Das Hauptbüro der Organisation ist in New York City. Die dort tätigen zumeist hauptamtlichen Mitarbeiter sind unter anderem für die Mitgliederverwaltung und die Abwicklung der Veröffentlichungen zuständig.
Die Organisation wird von Freiwilligen geleitet, die von den Mitgliedern in die verschiedenen Kommissionen und Beiräte gewählt werden. Präsidentin für die Periode von 2008 bis 2010 war Wendy Hall von der University of Southampton. Ihr Nachfolger war Alain Chesnais von 2010 bis 2012, dann folgte Vinton G. Cerf für den Zeitraum von 2012 bis 2014.  Alexander L. Wolf war gewählter ACM-Präsident für den Zeitraum von 2014 bis 2016, gefolgt von Vicky L. Hanson. Cherri M. Pancake wurde zwei Jahre später als Präsidentin berufen für die Jahre von 2018 bis 2020. Am 1. Juli 2020 übernahm Gabriele Kotsis die Aufgaben als Präsidentin der ACM.
| Präsident         | Zeitraum  |
| ----------------- | --------- |
| Wendy Hall        | 2008–2010 |
| Alain Chesnais    | 2010–2012 |
| Vinton G. Cerf    | 2012–2014 |
| Alexander L. Wolf | 2014–2016 |
| Vicki L. Hanson   | 2016–2018 |
| Cherri M. Pancake | 2018–2020 |
| Gabriele Kotsis   | 2020–2022 |
| Yannis Ioannidis  | 2022–     |

## Special Interest Groups
Thematisch ist die ACM in sogenannte Special Interest Groups (SIG) gegliedert, die sich jeweils bestimmten Themen widmen. Hierzu werden von der SIG verschiedene Konferenzen organisiert. Jede SIG hat ein eigenes Leitungsgremium, das von den Mitgliedern der SIG gewählt wird. Im Moment gibt es 34 Special Interest Groups zu den folgenden Themen:
- SIGACCESS Accessibility and Computing
- SIGACT Algorithms and Computation Theory
- SIGAda Ada Programming Language
- SIGAPL APL Programming Language
- SIGAPP Applied Computing
- SIGARCH Computer Architecture
- SIGART Artificial Intelligence
- SIGBED Embedded Systems
- SIGCAS Computers and Society
- SIGCHI Computer-Human Interaction
- SIGCOMM Data Communication
- SIGCSE Computer Science Education
- SIGDA Design Automation
- SIGDOC Design of Communication
- SIGecom Electronic Commerce
- SIGEVO Genetic and Evolutionary Computation
- SIGGRAPH Computer Graphics and Interactive Techniques
- SIGGROUP Groupware
- SIGIR Information Retrieval
- SIGITE Information Technology Education
- SIGKDD Knowledge Discovery in Data
- SIGMETRICS Measurement and Evaluation
- SIGMICRO Microarchitecture
- SIGMIS Management Information Systems
- SIGMM Multimedia
- SIGMOBILE Mobility of Systems, Users, Data and Computing
- SIGMOD Management of Data
- SIGOPS Operating Systems
- SIGPLAN Programming Languages
- SIGSAC Security, Audit and Control
- SIGSAM Symbolic and Algebraic Manipulation
- SIGSOFT Software Engineering
- SIGUCCS University and College Computing Services
- SIGWEB Hypertext, Hypermedia and Web

## Regelmäßige Veröffentlichungen
Neben den Tagungsbänden publiziert die ACM eine Reihe von regelmäßigen Veröffentlichungen, die sich in drei Kategorien teilen lassen.

### Magazine
Die folgenden Magazine erscheinen mehrmals im Jahr und richten sich an ein breites Publikum:
- Communications of the ACM (CACM)
- Computers in Entertainment (CIE)
- Crossroads: The International ACM Student Magazine
- Queue
- Ubiquity
- eLearn
- interactions: new visions of human-computer interaction
- netWorker

Nicht weiter veröffentlicht:
- Intelligence: New Visions of AI in Practice

### Journals
- Computing Surveys
- Journal of the ACM (JACM)
- Journal of Experimental Algorithmics (JEA)
- Journal on Educational Resources in Computing (JERIC) (ab 1. Januar 2009: ACM Transactions on Computing Education (TOCE))

### Transactions
Transactions sind wissenschaftliche Zeitschriften, die sich an ein spezielles Fachpublikum richten. Die Artikel wurden von einer Kommission begutachtet und sind zumeist danach überarbeitet worden. Zurzeit werden die folgenden Transactions veröffentlicht:
- ACM Transactions on Algorithms (TALG) – De-facto-Nachfolger des Journal of Algorithms
- ACM Transactions on Applied Perception (TAP)
- ACM Transactions on Architecture and Code Optimization (TACO)
- ACM Transactions on Asian Language Information Processing (TALIP)
- ACM Transactions on Computational Logic (TOCL)
- ACM Transactions on Computer Systems (TOCS)
- ACM Transactions on Computer-Human Interaction (TOCHI)
- ACM Transactions on Database Systems (TODS)
- ACM Transactions on Design Automation of Electronic Systems (TODAES)
- ACM Transactions on Embedded Computing Systems (TECS)
- ACM Transactions on Evolutionary Learning and Optimization (TELO)
- ACM Transactions on Graphics (TOG)
- ACM Transactions on Information Systems (TOIS)
- ACM Transactions on Information and System Security (TISSEC)
- ACM Transactions on Internet Technology (TOIT)
- ACM Transactions on Mathematical Software (TOMS)
- ACM Transactions on Modeling and Computer Simulation (TOMACS)
- ACM Transactions on Programming Languages and Systems (TOPLAS)
- ACM Transactions on Software Engineering and Methodology (TOSEM)
- IEEE/ACM Transactions on Networking (TON)
- ACM Transactions on the Web (TWEB)

Nicht mehr weiter veröffentlicht wird:
- ACM Letters on Programming Languages and Systems (LOPLAS) wurde nach zwei Jahren in TOPLAS integriert

### Digital Library
In der Digital Library (digitale Bibliothek) stellt die ACM ihre Publikationen zurückreichend bis zur Gründung entgeltlich online zur Verfügung. Die Digital Library gilt als die weltweit größte Sammlung dieser Art.

## Sonstige Aktivitäten und Preise
Außerdem vergibt die ACM einmal im Jahr den Turing-Preis, den Grace Murray Hopper Award, den Eckert-Mauchly Award (mit der IEEE Computer Society), den ACM Prize in Computing, den ACM-AAAI Allen Newell Award und den Paris-Kanellakis-Preis. Weitere Preise sind zum Beispiel der Gordon-Bell-Preis für den Bereich Hochleistungsrechner (in verschiedenen Sparten) und der Programming Languages Software Award. Eine besondere Ehrung der Gesellschaft ist der Fellow-Status.
Darüber hinaus bietet sie ihren Mitgliedern Serviceleistungen wie Online-Kurse, Jobangebote und Versicherungen an.